# Max Binnington
Max Binnington, född 8 mars 1949, är en australisk friidrottare. Han deltog vid olympiska sommarspelen 1976.